# Eda
Pour les articles homonymes, voir EDA.
La commune d'Eda est une commune suédoise du comté de Värmland. Environ 8550  personnes y vivent (2020). Son chef-lieu se situe à Charlottenberg.

## Localités principales
- Åmotfors
- Charlottenberg
- Eda glasbruk
- Koppom